# Iris Van Straten
Iris Van Straten (Antwerpen, 27 maart 1969) is een Vlaamse actrice en zangeres.
Ze werd vooral bekend door haar rol van Sabrina Backeljau in de televisieserie De Familie Backeljau. Daarnaast speelde ze tot in 2005 regelmatig gastrollen in allerlei series. Sindsdien houdt ze zich vooral bezig met muziek.
Van Straten is de frontvrouw van de muziekgroep Bla Bla Bla. Zij brengt zelfgeschreven, Antwerpse liedjes, meestal op de melodie van een bekend nummer. Op het podium wordt ze bijgestaan door twee vrouwelijke lotgenoten en een band. In 2005 brachten ze de cd Astemblief uit. In augustus 2010 raakte bekend dat Iris ook deel zal uitmaken van De Nief Strangers, een muziekgroep die verwijst naar De Strangers en dus Antwerpse nummers brengt op een bekende melodie.
Vanaf 2007 volgde Van Straten een opleiding orthopedagogie in het volwassenenonderwijs. Ze is werkzaam als begeleidster in de gehandicaptenzorg.
In 2011 speelde ze ook mee in de nieuwe serie op Ketnet (Galaxy Park). Daarbij speelde ze een vakantieganger en deed zo 3 afleveringen mee.
In 2012 deed Van Straten mee aan The Voice van Vlaanderen waar ze in het team van Alex Callier zat. Ze geraakte tot bij de beste vier deelnemers van de wedstrijd maar werd in de finale geëlimineerd. Later in 2012 bracht ze een eigen album uit. Hoboken heet het solo-project, geproduceerd door The Voice-coach Alex Callier. Op het album bevinden zich 12 nummers, waarvan 11 covers met onder meer de single Walking on a dream, een cover van Empire of the Sun. 
In 2015 nam ze samen met Karen Damen de single De basis op, de opbrengst van deze single was ten bate van de slachtoffers van de aardbeving in Nepal. 
Van Straten is moeder van twee kinderen. Deze speelden in de serie Zone Stad, ook de zoon en dochter van haar personage Ellen D'Hondt.

## Filmografie
- 1991: Boys - Meisje in dancing
- 1994-1997: De Familie Backeljau - Sabrina Backeljau
- 2002: Familie - Lesley
- 2002: Spoed - Vrouw in de gevangenis
- 2003-2004: Zo mooi, zo blond (musical) - Rosse Linda
- 2004: Hallo België! - Betty Warmenbol
- 2004: Spoed - Moeder van vergiftigde kinderen
- 2003-2005: Zone Stad - Ellen D'Hondt
- 2011: Galaxy Park - vakantieganger
- 2011-2012: The Voice Van Vlaanderen - Iris Van Straten

## Discografie

### Singles
| Single met hitnotering(en) in de Vlaamse Ultratop 50 | Datum van verschijnen | Datum van binnenkomst | Hoogste positie | Aantal weken | Opmerkingen |
| ---------------------------------------------------- | --------------------- | --------------------- | --------------- | ------------ | ----------- |
| The river                                            | 10-02-2012            | 18-02-2012            | 35              | 1            |             |
| Hurt                                                 | 27-02-2012            | 03-03-2012            | 50              | 1            |             |
| Somebody to love me                                  | 12-03-2012            | 17-03-2012            | 50              | 1            |             |
| Teasing                                              | 12-03-2012            | 17-03-2012            | 9               | 2            |             |